# Karikkoselkä
Karikkoselkä – jezioro w gminie Petäjävesi w Finlandii Środkowej. Stanowi część systemu jezior Jämsänvesi - Petäjävesi należącego do zlewni rzeki Kymijoki. Większość jezior w tym regionie ma podłużny kształt i pochodzenie polodowcowe, Karikkoselkä wyróżnia się pośród nich okrągłym kształtem i dużą głębokością, sięgającą 26,5 m. Jest to spowodowane faktem, że wody jeziora wypełniają krater uderzeniowy.
Krater Karikkoselkä powstał około 230 milionów lat temu, w triasie, w skałach krystalicznych, paleoproterozoicznych granitach. Znalezione na miejscu stożki zderzeniowe i obserwowana anomalia magnetyczna dowodzą impaktowego pochodzenia tej struktury. Krater został wypełniony osadami, przez co głębokość jeziora jest znacznie mniejsza niż krateru. Badania skamieniałości znalezionych w osadach pozwalają wykluczyć dwa alternatywne oszacowania czasu jego powstania (paleoproterozoik, lub przełom neoproterozoiku i paleozoiku).